# 大浜平太郎
大浜 平太郎（おおはま へいたろう、1968年5月6日 - ）は、テレビ東京報道局解説委員。同局の元アナウンサー。報道番組のニュースキャスターを務める。

## 人物・来歴
福岡県出身。東京都立南野高等学校、駒澤大学法学部卒業。
1993年（平成5年）、アナウンサーとしてテレビ東京に入社。1995年（平成7年）より『ワールドビジネスサテライト』（WBS）のサブキャスターを担当。当時メインキャスターだった小谷真生子から番組内で平ちゃんと呼ばれ親しまれていた。
2008年（平成20年）9月26日をもって、長年出演したWBSを降板し、夕方のワイド番組『FINE!』（『NEWS FINE』）のメインキャスター（アンカーマン）に就任。引き続き『NEWS FINE』の後継番組『NEWSアンサー』のメインキャスターを務めた。
2014年（平成26年）3月31日から『ワールドビジネスサテライト』（WBS）のサブキャスターとして5年半ぶりに復帰、2018年3月まで担当。
2018年（平成30年）4月から報道局ニュースセンター解説委員。
同期入社は、八塩圭子（同局報道部記者を経てアナウンサーとなり、現在フリーアナウンサー）。
東日本大震災発生の際、大津波警報発表に伴いテレビ東京は震災報道に切り替わったが、「FINE!」のためスタンバイしていた大浜が担当した。大浜は北海道胆振東部地震の際にも発生後最初のネットワークニュース定時番組Newsモーニングサテライトを担当している。

## 出演番組
レギュラー番組
| 期間                | 期間                   | 番組名                                              | 役職                          | 備考 |
| ------------------- | ---------------------- | --------------------------------------------------- | ----------------------------- | --- |
| 同局入社直後        | 同局入社直後           | TXNニュース                                         | 不定期キャスター              | |
| 1993年11月          | 1995年3月              | お天気パラダイス                                    | レギュラーキャスター          | |
| 1994年4月           | 1995年9月              | NEWSもぎたて朝一番                                  | ニュース担当キャスター        | |
| 1995年10月2014年4月 | 2008年9月2018年3月     | ワールドビジネスサテライト                          | サブキャスター                | |
| 1996年4月           | 1997年3月              | 決戦!クイズの帝王                                   | 天の声担当                    | |
| 1999年7月           | 2001年3月              | 邦子のマネー天使                                    | 司会                          | |
| 2001年4月           | 2002年3月              | お金の達人                                          | 司会                          | |
| 2001年10月          | 2002年3月              | ウィークエンドサテライト                            | メインキャスター              | |
| 2002年10月          | 2004年3月              | ワールドビジネスサテライト土曜版                    | メインキャスター              | |
| 2008年10月          | 2011年9月              | FINE!                                               | 『NEWS FINE』メインキャスター | |
| 2009年4月           | 2010年9月              | 経済ドキュメンタリードラマ ルビコンの決断           | メインキャスター              | |
| 2011年10月          | 2014年3月              | NEWSアンサー                                        | メインキャスター              | 番組降板まで半年は、担当曜日を月～木曜日に縮小 |
| 2011年11月2016年1月 | 2014年3月2016年4月18日 | 日経スペシャル 未来世紀ジパング〜沸騰現場の経済学〜 | 司会                          | SHELLYと共に司会を務めたが『ワールドビジネスサテライト』のキャスター復帰を機にいったん降板、SHELLYが産前産後休暇へ入ったことを機に暫定措置として司会に復帰 |
| 2018年4月           | 2024年8月16日          | Newsモーニングサテライト                            | 解説担当キャスター            | 2019年4月から2020年3月まで月～水曜日、同年4月から木・金曜日へと出演曜日を縮小                                                                              |
| 2024年8月22日       | 2025年3月              | Newsモーニングサテライト                            | 木・金曜日メインキャスター    | |
| 2025年4月           | 現在                   | Newsモーニングサテライト                            | 木・金曜日解説担当キャスター  | |

代理担当・特別番組・その他
- TXNニュース THIS EVENING→TXNニュースワイド 夕方いちばん（久保田麻三留→大岡優一郎のリリーフ）
- ザ・決断!日本の選択（2004年7月11日、メインキャスター）
- ヘルメスの悪戯（2006年9月27日・2007年3月14日・2008年1月16日、解説）
- 池上彰の選挙ライブ（2010年7月11日は中継リポーター・2012年12月16日はスタジオ速報キャスター、2013年7月21日はサブキャスター、2014年2月10日は総合司会）
- THE指名手配（2010年8月2日・2010年12月20日・2011年9月26日、司会）
- 働きガイ大百科（2011年1月2日、メインキャスター）
- 東日本大震災の第一報（2011年3月11日）[5]
- Mプラス Express（2012年4月13日、代役キャスター）